# Medieș-Râturi
Medieș-Râturi – wieś w Rumunii, w okręgu Satu Mare, w gminie Medieșu Aurit. W 2011 roku liczyła 303 mieszkańców. 